# Aeternitas

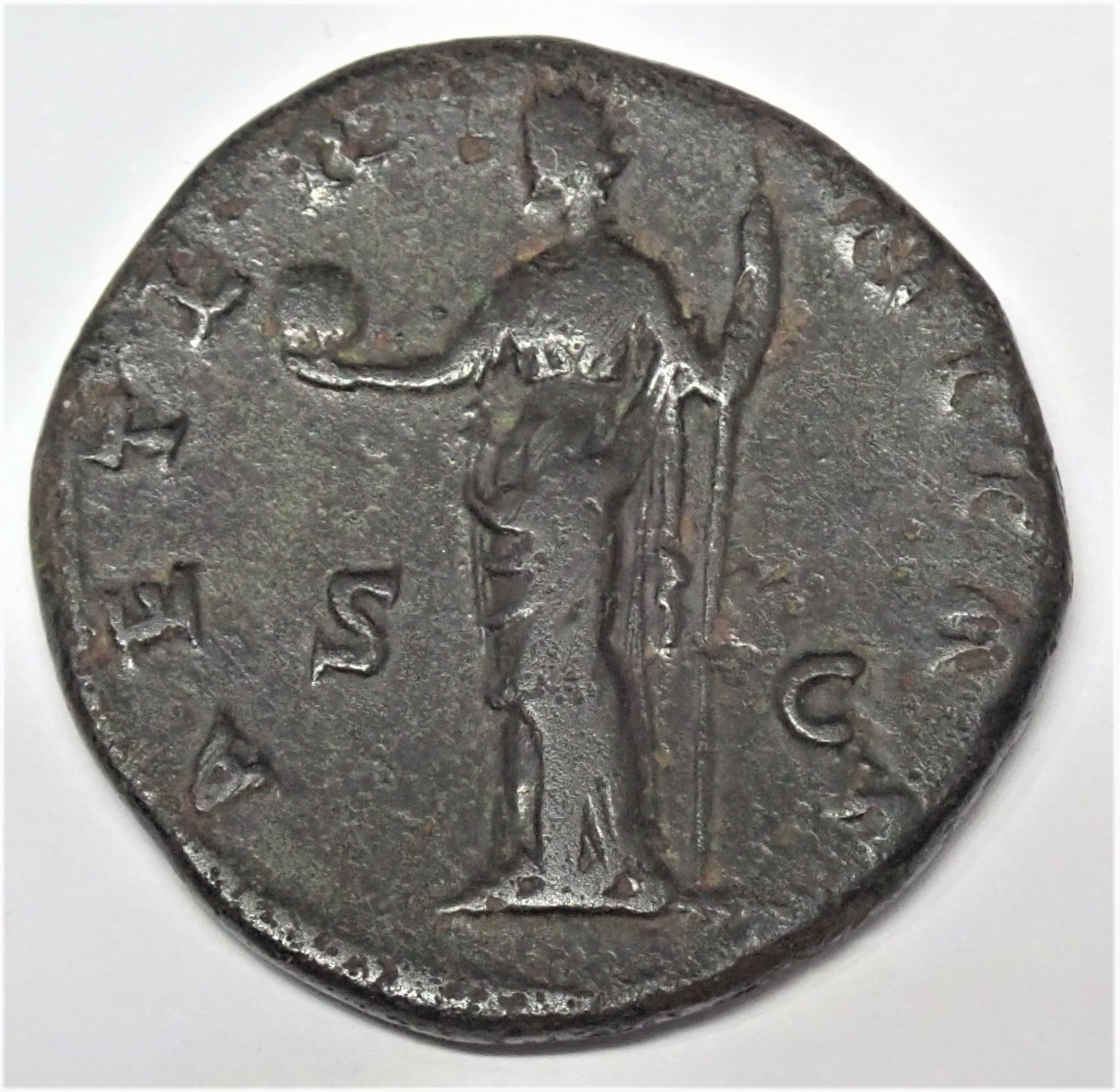
Aeternitas auf As für Faustina die Ältere

Die römische Göttin Aeternitas (lateinisch = Ewigkeit) ist eine Personifikation der Ewigkeit.
Im Unterschied zur griechischen Gottheit Aion (αιον), die eher die Ewigkeit als philosophisches Konzept personifiziert, versinnbildlicht Aeternitas die Dauerhaftigkeit politischer Herrschaft.
Seit der Kaiserzeit des Augustus wurde sie häufig auf römischen Münzen abgebildet. Sie wurde oft sitzend, stehend oder auf einem von Löwen oder Elefanten gezogenen Wagen fahrend dargestellt. Ihre Attribute sind der Uroboros, die sich in den Schwanz beißende Schlange, der Phönix, die Himmelskugel, sowie Sonne, Mond und Sterne.
Seit Vespasian ist auch ein Kult der Aeternitas imperii, der ewigen Dauer römischer Herrschaft, bezeugt. Man konnte sich auch auf die Aeternitas Augusti, die Dauer der Herrschaft des Kaisers, berufen, so Plinius der Jüngere, der sich auf die aeternitas und salus des Trajan beruft.
In der Mythologie wird sie zur Tochter des Jupiter.